# Serviço de namoro online

Tinder, um dos sites de encontros mais populares atualmente.

Um serviço de namoro online (em inglês: Online dating service) é um sistema de introdução pessoal onde as pessoas podem se encontrar e contactar entre si através da Internet para marcar um encontro, geralmente com o objetivo de desenvolver um relacionamento pessoal, romântico, ou sexual. Os serviços de namoro online geralmente oferecem encontros não moderados através da Internet, através do uso de computadores pessoais ou de telefones celulares. Os usuários de um serviço de namoro online normalmente fornecem informações pessoais, que lhes permitem pesquisar a base de dados do provedor de serviços para outros indivíduos. Os membros usam critérios de outros membros definidos, tais como faixa etária, sexo e localização.
Os websites de namoro online usam metáforas de mercado para combinar as pessoas. Metáforas de combinação são estruturas conceituais que permitem aos indivíduos dar sentido a novos conceitos através da elaboração de experiências familiares e estruturas. Esta metáfora de mercado - um lugar onde as pessoas vão fazer "compras" para os potenciais parceiros românticos e "vendem" a si mesmas na esperança de criar um relacionamento romântico bem sucedido - é realçada pelo layout e funcionalidade dos websites de namoro online. A metáfora de mercado também pode ressoar com a orientação conceitual dos participantes para o processo de encontrar um parceiro romântico. A maioria dos websites permitem que os membros façam upload de fotos ou vídeos de si mesmos e navegar pelas fotos e vídeos de outros. Os websites podem oferecer serviços adicionais, tais como webcasts, chat online, bate-papo por telefone (VOIP) e fóruns de discussão. Alguns websites oferecem inscrição gratuita, mas podem oferecer serviços que exigem uma taxa mensal. Outros websites dependem de publicidade para sua receita. Alguns websites como OkCupid.com, POF.com e Badoo.com são gratuitos e oferecem serviços adicionais pagos em um modelo de receita freemium.
Alguns websites são de base ampla, com membros vindos de uma variedade de fundos à procura de diferentes tipos de relacionamentos. Outros websites são mais específicos, com base no tipo de membros, interesses, localização, ou relação desejados. Um estudo dos dados coletados em 2005 pelo Pew Internet & American Life Project descobriu que os indivíduos são mais propensos a usar um serviço de namoro online se eles usam a internet para uma maior quantidade de tarefas e menos propensos a usar um serviço como esse, se eles estão confiando em outros.

## Tendências

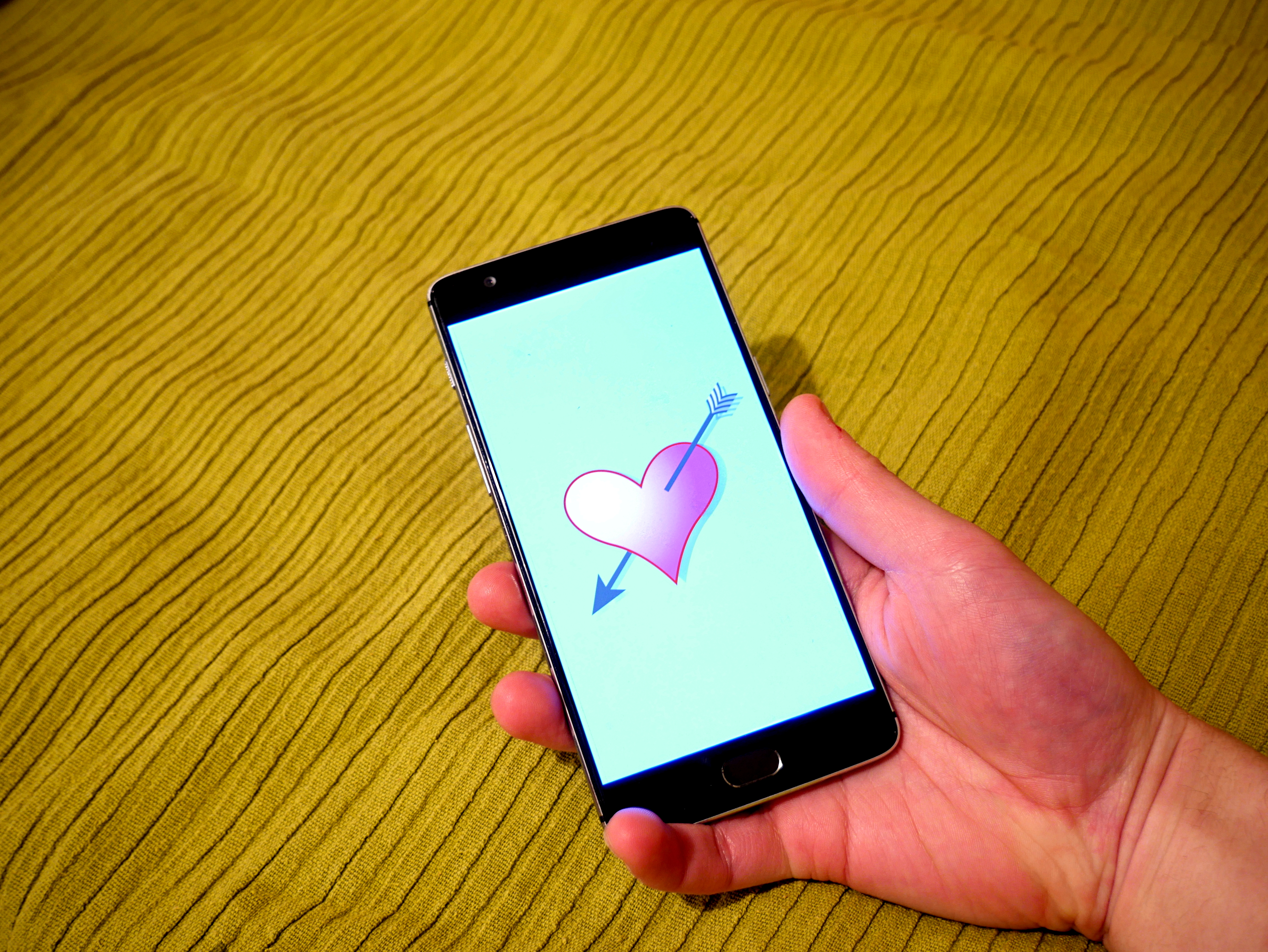
Desde a década de 2010, o namoro pela Internet tornou-se mais popular entre os smartphones.

No final de novembro de 2004, havia 844 websites de estilo de vida e de namoro, um aumento de 38% desde o início do ano, de acordo com a Hitwise Inc. No entanto, a quota de mercado era cada vez mais crescente por vários serviços comerciais de grande porte, incluindo Personals.AOL.com, Personals.Yahoo.com, Match.com e eHarmony.com. Em 2007, muitos estudos importantes mostram que o interesse dos baby boomers em namorar online disparou. Entre 2005 e 2012, 34,95% dos estadunidenses encontraram seus cônjuges online.
Os Estados Unidos geraram US$ 957 milhões em receitas em 2008 através de serviços de namoro online.
Alguns websites de namoro online oferecem chats com webcam entre os membros. Enquanto a população de namoro online torna-se maior, os websites com dados demográficos específicos estão se tornando mais populares como uma forma de restringir o conjunto de possíveis correspondências.
Os websites bem sucedidos de nicho combinam pessoas por raça, orientação sexual ou religião. Os 20 mais populares websites de namoro em 2006 conforme classificados pela Hitwise incluem jDate.com (para solteiros judeus), ChristianMingle.com, ChristianCafe.com, ManHunt.net (apresentações de pessoas do mesmo sexo), LoveFromIndia.ini, BlackChristianPeopleMeet.com, Amigos.com (para solteiros latinos), AsianPeopleMeet.com e Shaadi.com (para solteiros indianos). Em março de 2008, os 5 principais websites globais tiveram 7% menos quotas de mercado do que eles tinham um ano atrás, enquanto os principais websites das cinco principais categorias do nicho de namoro online obtiveram ganhos consideráveis.
Em 2008, uma das "mais recentes tendências em namoro online" era o interesse dos baby boomers sobre os principais websites de namoro. Cerca de 30% dos 80 milhões de baby boomers dos EUA estão solteiros.
Desde 2003, vários websites de namoro gratuitos, operando com base em receitas de anúncios em vez de assinaturas mensais, têm aparecido e tornaram-se cada vez mais populares. Vários websites mais recentes, como OkCupid.com estão começando a oferecer mais amplos recursos de serviços de namoro de forma gratuita, e estão começando a competir com importantes websites de namoro gratuitos do mundo, tais como POF.com. Devido ao nível de competição entre websites de namoro, assim como a queda geral no tráfego de e receitas para websites de namoro em geral, alguns websites estão ramificando-se em publicidades do tipo self-service. Isto representa um rompimento aos anúncios tradicionais de origem externa e é apenas uma das maneiras que os modelos de receita dos websites de namoro estão evoluindo.
Especialmente popular na Europa Oriental, alguns websites oferecem acesso total às mensagens e perfis, mas fornecem serviços adicionais para pagamento, tais como mover perfis até o topo da lista, remover anúncios, fazer com que os perfis dos usuários pagos apareçam várias vezes em diferentes lugares nos resultados da pesquisa e dar aos usuários pagos um mais avançado motor de busca para trabalhar (em um exemplo, usuários gratuitos só podem procurar as pessoas de idade, sexo, orientação e cidade especificados, enquanto os assinantes podem procurar por qualquer e todos os parâmetros indicados nos perfis, tais como altura, peso, interesses, etc.). Além disso, este modelo geralmente permite aos usuários alternar entre o estado livre e pago à vontade e sem ter que fazer nada, simplesmente fornecendo recursos avançados para um determinado período de tempo sempre que o acordo de pagamento é realizado. A facilidade de pagamento também é geralmente mais elevada, com determinados websites aceitando uma variedade de moedas online, permitindo que os usuários paguem de seus telefones celulares, etc. Esses websites geram receita a partir de uma mistura de publicidade e da venda de opções adicionais.
Pessoas que namoram online devem ter atitudes sociais mais liberais em comparação com a população em geral dos Estados Unidos.

## Redes sociais
Uma pesquisa sobre as redes sociais revela que os serviços de namoro online impulsionados por assinatura oferecem a menor quantidade de oportunidades de redes sociais. Eles muitas vezes utilizam somente a página inicial de gênero pessoal da comunidade online, que só os torna eficaz para a ligação e codificação da fase do relacionamento. Os serviços de namoro modelados sobre o modelo "grátis no ponto de uso" tiveram pontuações muito superiores conforme muitos deles utilizaram o método de rede social do Círculo de Amigos e um maior número de gêneros de comunidade online. O maior serviço de pontuação de namoro era o Facebook, que usa a página inicial de gênero pessoal, o gênero de fórum de discussão, o weblog e o gênero de diretório, bem como utilizar o círculo de amigos. A segunda pontuação mais elevada, o Second Life, utiliza mundos virtuais, fóruns, grupos de discussão e páginas de perfil para permitir que as pessoas a contatarem-se em um ambiente tridimensional. Mais recentemente, o impacto das redes sociais sobre namoro online tem sido destaque no website de pesquisas online Questia por um artigo chamado "" I Luv U :)!": Um estudo descritivo do uso de pessoas da mídia em relacionamentos românticos" Em comparação com o Facebook e Second Life, existem outras plataformas populares que classificam-se entre as 15 mais populares redes sociais. As plataformas mais populares são o Twitter, Snapchat, LinkedIn e Instagram. Além das redes sociais populares, existem websites sociais destinados apenas para a reunião e falar com alguém novo. Três websites populares e eficazes são: Plenty of Fish, OkCupid, Vippy e Tastebuds.fm (onde você pode conhecer alguém que tem um gosto musical semelhante ao seu).

##### Integração-separação
Esse dialeto se refere às lutas que parceiros românticos enfrentam entre inclusão e exclusão. O casal deve encontrar um equilíbrio entre ser um "nós" e um "eu" em sites de redes sociais. Já discutido anteriormente que os sites de redes sociais permitem que os casais se conectem entre si de várias maneiras, mas cabe aos dois parceiros decidir usar o Facebook como outro canal de comunicação no relacionamento. Por exemplo, um parceiro pode optar por não participar on-line por vários motivos, como por exemplo, manter o relacionamento privado.

##### Expressão-privacidade
Ao usar sites de redes sociais, a questão da privacidade é uma preocupação relevante. Este dialeto discute o quanto é compartilhado nas mídias sociais e quanto é deixado como um mistério para os usuários de mídias sociais. Compartilhar demais nas mídias sociais pode tirar a intimidade do relacionamento entre duas pessoas. Contrariamente, compartilhar muito pouco nas mídias sociais pode fazer com que pessoas de fora (amigos / colegas) questionem a autenticidade de um relacionamento. Sites de redes sociais possibilitam compartilhar quase todos os aspectos de um relacionamento, mas encontrar um equilíbrio entre compartilhar muito e não compartilhar o suficiente é necessário para relacionamentos efetivos.

##### Mudança de estabilidade
A última dialética discute o equilíbrio entre as coisas permanecendo constantes em um relacionamento e as coisas mudando. Mudanças sutis em um relacionamento são saudáveis e normais, todo mundo muda, então só faz sentido que os relacionamentos evoluam também. A extensão da mudança no relacionamento às vezes pode criar incerteza. Quando ambos os parceiros não estão de acordo com o equilíbrio de estabilidade e mudança no relacionamento, isso pode causar incerteza no relacionamento.